# Beraea zawadil
Beraea zawadil är en nattsländeart som beskrevs av Malicky 1977. Beraea zawadil ingår i släktet Beraea och familjen sandrörsnattsländor. Inga underarter finns listade i Catalogue of Life.